# Magica (banda)
Magica é uma banda de power metal romena formada na cidade de Constanţa em 2002.

## História
Magica começou em fevereiro de 2002 como um projeto de Bogdan Costea, na época guitarrista da banda Interitus Dei. O motivo do início da banda era o desejo de Bogdan de tocar as músicas que ele gosta: heavy metal e rock melódico.
As gravações para seu primeiro álbum começou na primavera de 2002. E após dois meses de trabalho, o material estava pronto. O álbum intitulado The Scroll of Stone, conta a história da princesa Alma, que enganada por um demônio perde sua alma, e assim começa sua busca. Ela tem que encontrar o pergaminho de pedra, a única coisa poderosa o bastante para quebrar o feitiço do demônio. The Scroll of Stone foi produzido na Romênia pela Sigma Records e foi bem recebido pela mídia, apesar da falta de promoção.  O segundo álbum, Lightseeker, foi lançado em outubro de 2004 na França pela Underclass Music. O primeiro vídeo da banda, "Bittersweet Nightshade", ficou pronto em 10 de fevereiro de 2005. Magica tem sido destaque nas famosas revistas Metallian e Rock Hard. Em 2006, a banda teve o prazer de excursionar pela Europa abrindo shows para After Forever e Nightmare, Apocalyptica e Leaves Eyes.
O terceiro álbum intitulado Hereafter, foi lançado em 19 de outubro de 2007 pelo selo alemão AFM Records. Dois videos foram gravados para este álbum, "All Waters Have the Colour of Drowning" e "Entangled". Em novembro de 2007 Ana foi convidada a participar na grande turnê Hellish Rock Tour ao lado de bandas como, Helloween, Gamma Ray e Axxis para 3 meses de turnê intensa.
O lançamento seguinte da banda foi chamado Wolves and Witches e lançado pela AFM Records em outubro de 2008. E em 2010 a banda gravou e lançou mais um álbum intitulado Dark Diary, também pela AFM Records.
Em agosto de 2012, Magica anunciou em sua página do Facebook que seu próximo álbum será chamado Center of the Great Unknown, ainda, pela AFM Records.

## Integrantes

### Atuais
- Ana Mladinovici - vocal
- Bogdan "Bat" Costea - guitarra
- 6fingers - teclado
- Sorin Vlad - baixo

### Anteriores
- Viorel Raileanu - teclado
- Adrian Mihai - bateria
- Valentin "ÎngerAlb" Zechiu - baixo
- Herman "Hertz" Heidel - bateria

## Discografia

### Álbuns
- 2002 - The Scroll of Stone
- 2003 - The Scroll of Stone
- 2004 - Lightseeker
- 2007 - Hereafter
- 2008 - Wolves & Witches
- 2010 - Dark Diary
- 2012 - Center of the Great Unknown